# Platylomalus calcuttanus
Platylomalus calcuttanus är en skalbaggsart som beskrevs av Ôhara 1989. Platylomalus calcuttanus ingår i släktet Platylomalus och familjen stumpbaggar. Inga underarter finns listade i Catalogue of Life.